# Tomasz Malinowski (dziennikarz)
Tomasz Malinowski (ur. 30 kwietnia 1956, zm. 22 stycznia 2018) – polski dziennikarz sportowy i publicysta. Od 1977 był związany z Gazetą Pomorską, w której od 1991 był wieloletnim kierownikiem działu sportowego, a w l. 1990-1992 zastępcą redaktora naczelnego.
Publikował również w katowickim “Sporcie”, “Sztandarze Młodych”, “Kujawach”.
Był kierownikiem drużyny do lat 10 Kujawsko-Pomorskiego Związku Piłki Nożnej, która w 2002 zdobyła mistrzostwo Polski tej kategorii wiekowej, sięgając po Puchar im. K. Górskiego. Od 2012 przewodniczący Kujawsko–Pomorskiego Oddziału Stowarzyszenia Dziennikarzy RP. Wydał książki "Rozmowy nieoczywiste", "75 lat Klubu Sportowego Gwiazda Bydgoszcz", "Dziesięć diamentów w wioślarskiej koronie: 70-lecie RTW "Bydgostia-Kabel", był współautorem książki “Szlakiem Polonii” i współredaktorem książki “100 lat sportu na Pomorzu i Kujawach”. Wyróżniony odznaką honorową “Za zasługi dla m. Bydgoszczy”, brązową odznaką Ministra Sportu “Za zasługi dla sportu”, laureat tytułu “Dziennikarz 2000 roku na Kujawach i Pomorzu”.